# Alliance for Nationernes Europa
Alliance for Nationernes Europa (Alliance for Europe of the Nations) var et europæisk politisk parti, der bestod af i alt 16 nationalkonservative partier fra EU's medlemslande. Alliance for Nationernes Europa dannede sammen med andre små partier den parlamentariske gruppe i Europa-Parlamentet Union for Nationernes Europa. 

## Partiet
Den foreløbige beslutning om dannelse af partiet blev taget på et møde i Bruxelles den 25.-26. juni 2002. I dette møde deltog der også repræsentanter for højreorienterede partier fra Rusland og Israel.
Den endelige stiftelse af partiet fandt sted i Milano i december 2004. Partiet blev opløst i 2010. 

## Parlamentsgruppen
Gruppen blev dannet den 20. juli 1999, og den blev opløst i efteråret 2009.
De 30 stiftende medlemmer fordelte sig med
- 12 fra Rassemblement pour la France et l'Indépendance de l'Europe (Samling for Frankrigs og Europas uafhængighed), der er et gaullistisk fransk parti.
- 8 fra Alleanza Nazionale, der var et højreorienteret italiensk parti.
- 1 fra Patto Segni, der var et kristendemokratisk, senere liberaldemokatisk parti i Italien.
- 6 fra Fianna Fáil, der er det republikansk-konservative parti i Irland.
- 2 fra CDS – Partido Popular, der er et moderat konservativt, liberalt parti i Portugal.
- 1 fra Dansk Folkeparti.

### Danske medlemmer
Mogens Camre var medlem af parlamentsgruppen for starten i 1999, og indtil han gik ud af parlamentet i 2009. I sommeren 2009 var Morten Messerschmidt og Anna Rosbach Andersen kortvarigt medlemmer af gruppen. 

### Opløsning
I efteråret 2009 blev gruppen Union for Nationernes Europa opløst, og medlemmerne fordelte sig til andre borgerlige grupper – fortrinsvis til de to nydannede grupper (Europæiske konservative og reformister (European Conservatives and Reformists – ECR) og Gruppen Frihed og demokrati i Europa (Europe of Freedom and Democracy – EFD). 